# Vaccin contre la rougeole
Le vaccin contre la rougeole est un vaccin destiné à prévenir la rougeole, une maladie causée par un virus, le virus de la rougeole. L'efficacité du vaccin est importante et ses effets secondaires sont le plus souvent sans gravité. Il fait partie des vaccins recommandés chez le nourrisson.

## Maladies et épidémies de rougeole
La rougeole est une maladie des voies aériennes dont les complications peuvent être une otite, une pneumonie ou une encéphalite, voire une panencéphalite sclérosante subaigüe. Elle est due au virus morbilleux. Elle a aussi pour effet de "remettre à zéro" le système immunitaire de l'enfant, et à le rendre ainsi plus vulnérable face aux infections causées par des bactéries opportunistes.
Entre 2017 septembre 2018, la France a fait face à une épidémie de rougeole, avec 2 779 cas déclarés dont 3 morts. 89 % des cas de rougeole sont survenus chez des sujets non ou mal vaccinés. Cette épidémie a été causée par un taux de couverture vaccinale de la population insuffisant : seulement 79 % de personnes vaccinées (avec deux doses) de vaccin alors que 95 % sont nécessaires.

## Caractéristiques
Le vaccin contre la rougeole est un vaccin vivant atténué. En France, il existe sous forme isolée mais également sous forme combinée aux vaccins contre les oreillons et la rubéole (vaccin ROR). L'administration est faite par voie sous-cutanée.

## Recommandations
En France, la vaccination recommandée des nourrissons se compose de 2 injections aux âges de 12 et 16 à 18 mois.

## Efficacité
Le taux de séroconversion est évalué à 98 %, tandis que le taux de protection réelle est évalué à 95 %. La durée de protection semble très longue, bien que difficilement évaluable.

## Tolérance
Les effets indésirables possibles du vaccin contre la rougeole sont une fièvre, parfois associée à une éruption cutanée, pour 5 % des cas, une convulsion fébrile pour 1 cas sur 4 millions, une thrombopénie pour 1 cas sur 50 000, une encéphalite pour 1 cas sur 10 millions.
Le vaccin est contre-indiqué en cas d'allergie à un des constituants (néomycine par exemple), et en cas de déficit immunitaire touchant l'immunité cellulaire.